# Passo de Torres
Passo de Torres este un oraș în Santa Catarina (SC), Brazilia.